# SS Saint-Louisienne
SS Saint-Louisienne is een Réunionse voetbalclub uit Saint-Louis. De club is opgericht in 1936.

## Palmares
Kampioen
1958, 1963, 1964, 1965, 1966, 1967, 1968, 1969, 1970, 1982, 1988, 1997, 1998, 2001, 2002
Beker van Réunion
Winnaar: 1964, 1968, 1969, 1970, 1981, 1987, 1995, 1996, 1998, 1999, 2002
Finalist: 1962, 1972, 1992, 2003
Coupe D.O.M
1989, 1998, 1999, 2002
Coupe D.O.M-T.O.M
2000, 2003